# Jackie Moreno
Jackie Jenny Moreno, född 16 februari 2001 i Stockholm, är en svensk handbollsspelare (vänstersexa).

## Karriär
Moreno hade framgångar under ungdomsåren i Gustavsbergs IF HK. Hon var med i U16-laget som vann USM i Malmö. Efter detta började hon spela för Skuru IK. Morenohade  tidigare mest spelat som mittnia, skolades om till vänstersexa, men fick ingen speltid. Elin Hansson höll henne på bänken. Efter 2020 flyttade hon till SönderjyskE och där utvecklade hon sitt försvarsarbete och hon blev en god kantspelare med skarpa kontringar. Efter ett år i Danmark flyttade hon till Borussia Dortmund i Bundesliga. Handbollsmässigt gick det bra i klubben men tiden blev en mardröm och efter säsongen återvände Moreno till Sverige och lade ner handbollen. Efter några månader i Sverige börja hon åter träna och har nyligen skrivit kontrakt med Stella Saint-Maur Handball i franska andraligan.
Moreno har spelat 26 ungdomslandskamper för Sverige och debuterade i A-landslaget i en VM-kvalmatch mot Ukraina då hela truppen byttes ut på grund av Covid-19 smitta.